# Suharu (okręg Mehedinți)
Suharu – wieś w Rumunii, w okręgu Mehedinți, w gminie Căzănești. W 2011 roku liczyła 130 mieszkańców.